# Дробничи (община Будва)
Дробничи (на сръбски: Дробнићи) е село в Черна гора, разположено в община Будва. Намира се на 572 метра надморска височина. Населението му според преброяването през 2011 г. е 33 души, от тях: 24 (72,72 %) сърби.

## Население
Численост на населението според преброяванията през годините:
- 1948 – 70 души
- 1953 – 69 души
- 1961 – 57 души
- 1971 – 40 души
- 1981 – 23 души
- 1991 – 14 души
- 2003 – 22 души
- 2011 – 33 души